# Kachnovití
Kachnovití (Anatidae) je čeleď vodních ptáků, která zahrnuje kachny, husy, labutě a další. Jedná se o zdaleka nejpočetnější čeleď řádu vrubozobých. Zástupci kachnovitých se vyskytují na všech kontinentech kromě Antarktidy. Zatímco některé druhy obývají hned několik kontinentů (např. kachna divoká, ostralka štíhlá), jiné druhy jsou přísně endemické (např. čírka aucklandská z Aucklandových ostrovů nebo čírka malgašská z Madagaskaru). Kachnovití jsou dobře adaptování na život na vodě, umí dobře plavat a některé druhy jsou vynikajícími potápěči.
Jedná se převážně o býložravce utvářející monogamní svazky. Řada druhů pravidelně táhne. Několik druhů bylo domestikováno a mnoho ostatních se běžně loví po celém světě. Kolem 9 druhů od roku 1600 již vyhynulo.

## Systematika
Čeleď Anatidae vytyčil anglický přírodovědec William Elford Leach v roce 1820. Sesterskou skupinu kachnovitých patrně utváří kamišovití (Anhimidae). Vnější systematika kachnovitých je poměrně jednoznačná, stejně jako určení toho, které druhy ke kachnovitým patří. Vnitřní fylogenetické vztahy kachnovitých však prošly již extrémně velkým počtem revizí a úprav, rozdělováním do podčeledí, povyšováním podrodů do rodů (a naopak) nebo introdukcí infrarodů (např. Livezey 1991, Johnson & Sorenson 1995, Gonzales et al. 2009, Huang et al. 2015). To způsobilo poměrně zmatky i v českých rodových jménech, které původně odrážely zařazení do určitého určitého taxonu (např. podčeledi, rodu nebo podrodu), nicméně s neustálým přehazováním druhů mezi rody dochází dnes k tomu, že z důvodu zachování kontinuity pojmenování se v jediném rodě může nacházet hned několik kachen s různými rodovými názvy. Např. Mareca zahrnuje druhy pojmenované jako hvízdák, čírka a kopřivka. Čírky se přitom vyskytují nejméně v 5 dalších rodech.
Kachnovití se často rozdělují na různé podčeledi. Patří k nim Anatinae (kachny; toto a následující česká pojmenování však již mohou být zastaralá), Anserinae (husy), Dendrocygninae (husičky), Merginae (morčáci), Oxyurinae (kachnice), Plectropterinae (pižmovky), Stictonettinae (husice) nebo Tadorninae (taktéž husice). Různé taxonomické autority se nicméně neshodnou na zařazení rodů k těmto podčeledím a ani na konečném počtu podčeledí. Tak např. Merginae se někdy spíše považuje za tribus v rámci Anatinae.

### Seznam druhů
V roce 2023 se ke kachnovitým řadily následující druhy:
- kachnička mandarínská (Aix galericulata)
- kachnička karolínská (Aix sponsa)
- husice nilská (Alopochen aegyptiaca)
- kachnička amazonská (Amazonetta brasiliensis)
- ostralka štíhlá (Anas acuta)
- čírka andamanská (Anas albogularis)
- čírka andská (Anas andium)
- čírka aucklandská (Anas aucklandica)
- ostralka bělolící (Anas bahamensis)
- čírka černoskvrnná (Anas bernieri)
- čírka popelavá (Anas capensis)
- čírka karolínská (Anas carolinensis)
- čírka kaštanová (Anas castanea)
- čírka novozélandská (Anas chlorotis)
- čírka obecná (Anas crecca)
- kachna mexická (Anas diazi)
- ostralka kerguelenská (Anas eatoni)
- ostralka rudozobá (Anas erythrorhyncha)
- čírka kropenatá (Anas flavirostris)
- kachna floridská (Anas fulvigula)
- ostralka žlutozobá (Anas georgica)
- čírka australasijská (Anas gibberifrons)
- čírka bělohrdlá (Anas gracilis)
- kachna laysanská (Anas laysanensis)
- kachna filipínská (Anas luzonica)
- kachna madagaskarská (Anas melleri)
- čírka campbellská (Anas nesiotis)
- kachna divoká (Anas platyrhynchos)
- kachna skvrnozobá (Anas poecilorhyncha)
- kachna tmavá (Anas rubripes)
- kachna temná (Anas sparsa)
- kachna proužkovaná (Anas superciliosa)
- kachna žlutozobá (Anas undulata)
- kachna havajská (Anas wyvilliana)
- kachna čínská (Anas zonorhyncha)
- husa běločelá (Anser albifrons)
- husa velká (Anser anser)
- husa krátkozobá (Anser brachyrhynchus)
- husa sněžní (Anser caerulescens)
- husa císařská (Anser canagicus)
- husa labutí (Anser cygnoides)
- husa malá (Anser erythropus)
- husa polní (Anser fabalis)
- husa tibetská (Anser indicus)
- husa bělostná (Anser rossii)
- husa tundrová (Anser serrirostris)
- pižmovka bělokřídlá (Asarcornis scutulata)
- polák vlnkovaný (Aythya affinis)
- polák americký (Aythya americana)
- polák hnědavý (Aythya australis)
- polák černohlavý (Aythya baeri)
- polák proužkozobý (Aythya collaris)
- polák velký (Aythya ferina)
- polák chocholačka (Aythya fuligula)
- polák madagaskarský (Aythya innotata)
- polák kaholka (Aythya marila)
- polák tmavý (Aythya novaeseelandiae)
- polák malý (Aythya nyroca)
- polák dlouhozobý (Aythya valisineria)
- kachnice laločnatá (Biziura lobata)
- berneška tmavá (Branta bernicla)
- berneška velká (Branta canadensis)
- berneška malá (Branta hutchinsii)
- berneška bělolící (Branta leucopsis)
- berneška rudokrká (Branta ruficollis)
- berneška havajská (Branta sandvicensis)
- hohol bělavý (Bucephala albeola)
- hohol severní (Bucephala clangula)
- hohol islandský (Bucephala islandica)
- pižmovka americká (Cairina moschata)
- kachnička šedoboká (Callonetta leucophrys)
- husa kuří (Cereopsis novaehollandiae)
- kachnička hřívnatá (Chenonetta jubata)
- husice patagonská (Chloephaga hybrida)
- husice andská (Chloephaga melanoptera)
- husice magellanská (Chloephaga picta)
- husice rudoprsá (Chloephaga poliocephala)
- husice rudohlavá (Chloephaga rubidiceps)
- hoholka lední (Clangula hyemalis)
- labuť koskoroba (Coscoroba coscoroba)
- husice modrokřídlá (Cyanochen cyanoptera)
- labuť černá (Cygnus atratus)
- labuť trubač (Cygnus buccinator)
- labuť malá (Cygnus columbianus)
- labuť zpěvná (Cygnus cygnus)
- labuť černokrká (Cygnus melancoryphus)
- labuť velká (Cygnus olor)
- husička stromová (Dendrocygna arborea)
- husička stěhovavá (Dendrocygna arcuata)
- husička podzimní (Dendrocygna autumnalis)
- husička bažinná (Dendrocygna bicolor)
- husička australská (Dendrocygna eytoni)
- husička tečkovaná (Dendrocygna guttata)
- husička malá (Dendrocygna javanica)
- husička vdovka (Dendrocygna viduata)
- kachnice černohlavá (Heteronetta atricapilla)
- kačka strakatá (Histrionicus histrionicus)
- kachna měkkozobá (Hymenolaimus malacorhynchos)
- morčák chocholatý (Lophodytes cucullatus)
- kachna vlasatá (Lophonetta specularioides)
- lžičák širokozobý (Malacorhynchus membranaceus)
- hvízdák americký (Mareca americana)
- čírka srpoperá (Mareca falcata)
- hvízdák eurasijský (Mareca penelope)
- hvízdák chilský (Mareca sibilatrix)
- kopřivka obecná (Mareca strepera)
- čírka úzkozobá (Marmaronetta angustirostris)
- turpan žlutozobý (Melanitta americana)
- turpan kanadský (Melanitta deglandi)
- turpan hnědý (Melanitta fusca)
- turpan černý (Melanitta nigra)
- turpan pestrozobý (Melanitta perspicillata)
- turpan sibiřský (Melanitta stejnegeri)
- kachna bystřinná (Merganetta armata)
- morčák malý (Mergellus albellus)
- morčák velký (Mergus merganser)
- morčák paranský (Mergus octosetaceus)
- morčák prostřední (Mergus serrator)
- morčák šupinatý (Mergus squamatus)
- husice orinocká (Neochen jubata)
- zrzohlávka rudooká (Netta erythrophthalma)
- zrzohlávka peposaka (Netta peposaca)
- zrzohlávka rudozobá (Netta rufina)
- kachnička pestrá (Nettapus auritus)
- kachnička obojková (Nettapus coromandelianus)
- kachnička vlnkovaná (Nettapus pulchellus)
- kachnice škrabošková (Nomonyx dominicus)
- kachnice australská (Oxyura australis)
- kachnice andská (Oxyura ferruginea)
- kachnice kaštanová (Oxyura jamaicensis)
- kachnice bělohlavá (Oxyura leucocephala)
- kachnice africká (Oxyura maccoa)
- kachnice argentinská (Oxyura vittata)
- pižmovka ostruhatá (Plectropterus gambensis)
- kajka bělohlavá (Polysticta stelleri)
- pižmovka konžská (Pteronetta hartlaubii)
- husice královská (Radjah radjah)
- kachna krahujková (Salvadorina waigiuensis)
- pižmovka hřebenatá (Sarkidiornis melanotos)
- pižmovka jihoamerická (Sarkidiornis sylvicola)
- čírka sibiřská (Sibirionetta formosa)
- kajka brýlatá (Somateria fischeri)
- kajka mořská (Somateria mollissima)
- kajka královská (Somateria spectabilis)
- lžičák pestrý (Spatula clypeata)
- čírka skořicová (Spatula cyanoptera)
- čírka modrokřídlá (Spatula discors)
- čírka hottentotská (Spatula hottentota)
- lžičák tečkovaný (Spatula platalea)
- čírka andská (Spatula puna)
- čírka modrá (Spatula querquedula)
- lžičák australský (Spatula rhynchotis)
- lžičák kapský (Spatula smithii)
- čírka modrozobá (Spatula versicolor)
- kachna bronzovokřídlá (Speculanas specularis)
- kachnovec vlnkovaný (Stictonetta naevosa)
- kachyně krátkokřídlá (Tachyeres brachypterus)
- kachyně bělohlavá (Tachyeres leucocephalus)
- kachyně patagonská (Tachyeres patachonicus)
- kachyně parníková (Tachyeres pteneres)
- husice šedohlavá (Tadorna cana)
- husice rezavá (Tadorna ferruginea)
- husice liščí (Tadorna tadorna)
- husice australská (Tadorna tadornoides)
- husice rajská (Tadorna variegata)
- kačenka bělohřbetá (Thalassornis leuconotus)

### Vyhynulé druhy
K druhům vyhynulým v posledních stoletích patří:
- †husice réunionská (Alopochen kervazoi)
- †husice mauricijská (Alopochen mauritiana)
- †kachna mauricijská (Anas theodori)
- †kačka labradorská (Camptorhynchus labradorius)
- †kachnička novozélandská (Chenonetta finschi)
- †kachna amsterdamská (Mareca marecula)
- †morčák aucklandský (Mergus australis)
- †kachna růžovohlavá (Rhodonessa caryophyllacea)
- †husice chocholatá (Tadorna cristata)